# Douglas Charles Abbott
Douglas Charles Abbott (29 mai 1899-15 mars 1987) est un avocat, député du Parti libéral du Canada et ministre fédéral du Québec.

## Biographie
Né à Lennoxville dans les Cantons-de-l'Est (aujourd'hui, Sherbrooke, Estrie), Douglas Abbott est le fils de Lewis Duff Abbott et de Mary Jane Pearce. Diplômé de l'Université Bishop's, il commence des études de droit à l'Université McGill, mais interrompt ces dernières pour s'engager dans les Forces armées canadiennes de 1916 à 1918. De retour au pays, il achève son droit civil et poursuit des études de droit à l'Université de Dijon, en France.
Il revient à Montréal et intègre le barreau en 1921.

### Carrière politique
Il fut élu pour la première fois sous la bannière du Parti libéral du Canada dans la circonscription de Saint-Antoine—Westmount lors des élections de 1940. Il sera réélu en 1945, 1949 et en 1953. 
Durant son passage à la Chambre des communes, il sera ministre de la Défense nationale de 1945 à 1946 et ministre des Finances et receveur général de 1946 à 1948 et de 1948 à 1954.
Le 1er juillet 1954, il est nommé juge de la Cour suprême du Canada. Il y siégea comme juge puîné jusqu'au 23 décembre 1973, où il prit sa retraite.

## Archives
Il y a un fonds Douglas Charles Abbott à Bibliothèque et Archives Canada. Le numéro de référence archivistique est R4773 (ancien no de référence MG32-B6).